# Jean-Pierre Berghmans
Pour les articles homonymes, voir Berghmans.
Le baron Jean-Pierre Berghmans, né le 23 janvier 1949 à Namêche, est un économiste et industriel belge. Il est à la tête du groupe belge Lhoist, leader mondial dans le secteur de la chaux, du calcaire et de la dolomie. 

## Biographie
Jean-Pierre Léon Louis Joseph Marie Berghmans, né le 23 janvier 1949 à Namêche, est le fils de Jean Berghmans (1918-1999) et de la baronne Élisabeth Lhoist (1921-2020). Il se marie en 1972 avec la comtesse Catherine d'Aspremont Lynden, fille du bourgmestre, sénateur, ministre et comte Harold Charles d'Aspremont Lynden (1914-1967), avec qui il a trois filles. Par sa mère, il descend de la dynastie familiale Lhoist, industriels spécialisés depuis la fin du XIXe siècle dans le secteur de la chaux, du calcaire et de la dolomie. 
Il fait des études universitaires et obtient le diplôme de licencié en sciences économiques pures à l'université catholique de Louvain et un MBA à l'INSEAD à Fontainebleau. En 1974, il entre au service du groupe Lhoist, entreprise familiale du côté maternel. En 1979, il en est l'administrateur délégué et membre du conseil d'administration.
Sous l’impulsion de Jean-Pierre Berghmans, le groupe Lhoist étend ses activités sur le continent américain (années 1980) puis en Europe de l’Est et en Allemagne dans les années 1990. Cette audacieuse politique d'acquisition propulse le Groupe Lhoist au premier rang mondial de la production de chaux. Dans les années 2000, d'autres acquisitions ont lieu dans le sud de l’Europe, au Brésil et en Asie. Le groupe Lhoist est ainsi devenu le leader mondial dans son secteur. Il emploie quelque 6.400 personnes et commercialise ses produits dans plus de 80 pays. La société ne compte pas moins de 90 usines dans plus de 25 pays.
Le siège social du groupe Lhoist est installé depuis 1989 à Limelette dans le Brabant wallon.

## Honneurs et distinctions
Le 4 juillet 2004, il obtient du roi Albert II de Belgique concession de noblesse héréditaire avec le titre nobiliaire de baron à titre personnel. 
Les distinctions suivantes lui ont été décernées : 
- Commandeur de l'ordre de la Couronne en 2017 (Belgique)[4];
- Chevalier de la Légion d'honneur en 2005 (France).

Autres distinctions :
- Membre du Conseil de l'INSEAD, Fontainebleau (France) ;
- Administrateur du Musée des Enfants à Ixelles ;
- Fondateur du Musée de l'Europe à Bruxelles ;
- Cofondateur de la maison de la Radio Flagey, qui a rénové l’ancien bâtiment de la radiodiffusion publique Flagey à Ixelles ;
- Cofondateur et président du club des Combins, une initiative d’assurance suisse pour guides de montagne ;
- Membre de la Commission Trilatérale ;
- Membre du Tate International Council, une association de collectionneurs d’art internationaux.

## Sources
1. 1 2  Paul Delforge, « Berghmans Jean-Pierre », sur Connaître la Wallonie
2. ↑  « La discrète et richissime famille Lhoist-Berghmans: qui est-elle et comment a-t-elle construit son empire? », sur 7sur7, 8 juillet 2023 (consulté le 4 mars 2024)
3. ↑  « Faveurs mobiliaires », sur Le Moniteur Belge, 9 juillet 2004 (consulté le 4 mars 2024)
4. ↑  « Arrêté royal du 27 mars 2017 », sur Le Moniteur Belge, 29 août 2018 (consulté le 5 mars 2024)